# Carlos Eduardo Ball
Carlos Eduardo Ball Scholtz (Maracaibo (estado Zulia); 17 de marzo de 1951- Caracas; 29 de noviembre de 2020) fue un locutor venezolano de radio y televisión desde el año 1969.

## Biografía

### Radio
Carlos Eduardo «Charlie» Ball trabajó en sus inicios en la emisora Radio Mara del estado Zulia, para luego mudarse a Caracas y hacer carrera profesional durante 50 años en el Circuito Unión Radio, donde, al momento de su fallecimiento, tenía al aire dos programas en el Circuito Éxitos: "Mañana de Éxitos" de lunes a viernes de 9 a 11 de la mañana y "Charlie Ball Show" los sábados y domingos de 10am a 1pm; en el que el locutor contaba importantes detalles de la vida de los artistas y sus canciones, siendo el último de estos especiales el dedicado a la banda Oasis. Legendario fue para una generación de radioescuchas venezolanos su programa "Las Consentidas", transmitido desde principios de los años ´70 en AM (1090 en Caracas) hasta finales de los años ´90 en FM (107.3 y 99.9 en Caracas).

### Televisión
Fue locutor de promociones en Venevisión (1969-1993) y 5 años de manera ocasional, pero no en promociones, hasta 1998 cuando trabajó, por casi treinta años, en Venezolana de Televisión (1995-1998). Además de ser conocido por su rol de "El Maestro" en el programa de concursos "La Estrella de La Fortuna" entre 1984 y 1989. Igualmente, fue ancla en el noticiero "El Informador".
En el año 1999 ingresó al canal Mundo Olé, donde compartió funciones con los locutores Porfirio Torres y Jesús Leandro en las promociones del canal.